# ۹ آهنگ
۹ آهنگ (انگلیسی: 9 Songs) فیلمی در ژانر رمانتیک، درام، موزیکال و شهوانی به کارگردانی مایکل وینترباتم است که در سال ۲۰۰۴ منتشر شد. از بازیگران آن می‌توان به مارگو استیلی و فرانز فردیناند اشاره کرد.کارگردان در این فیلم در صحنه هایی از سکس شبیه‌سازی‌نشده استفاده شده‌است‌.